# 洗足学園音楽大学
1. 前田ホールの建物外観
2. 前田ホールの建物内観

洗足学園音楽大学（せんぞくがくえんおんがくだいがく、英語: Senzoku Gakuen College of Music）は、神奈川県川崎市高津区久本2-3-1に本部を置く日本の私立大学。1924年創立、1967年大学設置。大学の略称は洗足音大。
学校法人洗足学園が経営。系列校として洗足こども短期大学、また同一敷地内に幼稚園から高等学校までを設置している（後述）。
いわゆるミッション系大学（キリスト教主義学校）ではないが、創設者の前田若尾が日本基督教会の教会員で、敬虔なクリスチャンであったことから、新約聖書の『ヨハネによる福音書』13章にあるイエス・キリストが弟子の足を洗ったことに因んで「洗足」の名が付けられている。
前身は、1924年に東京市（現：東京都）品川区戸越に設立された「平塚裁縫女学校」である。1926年に洗足（現在の東京都目黒区）へ移った際に「洗足裁縫女学校」と改名した。1946年（昭和21年）6月に川崎市久本に移転した。
建学の精神は「理想高遠 実行卑近」。
音楽学部を設置している国内の大学の中で、最大の学生数と最多のコースを有している。

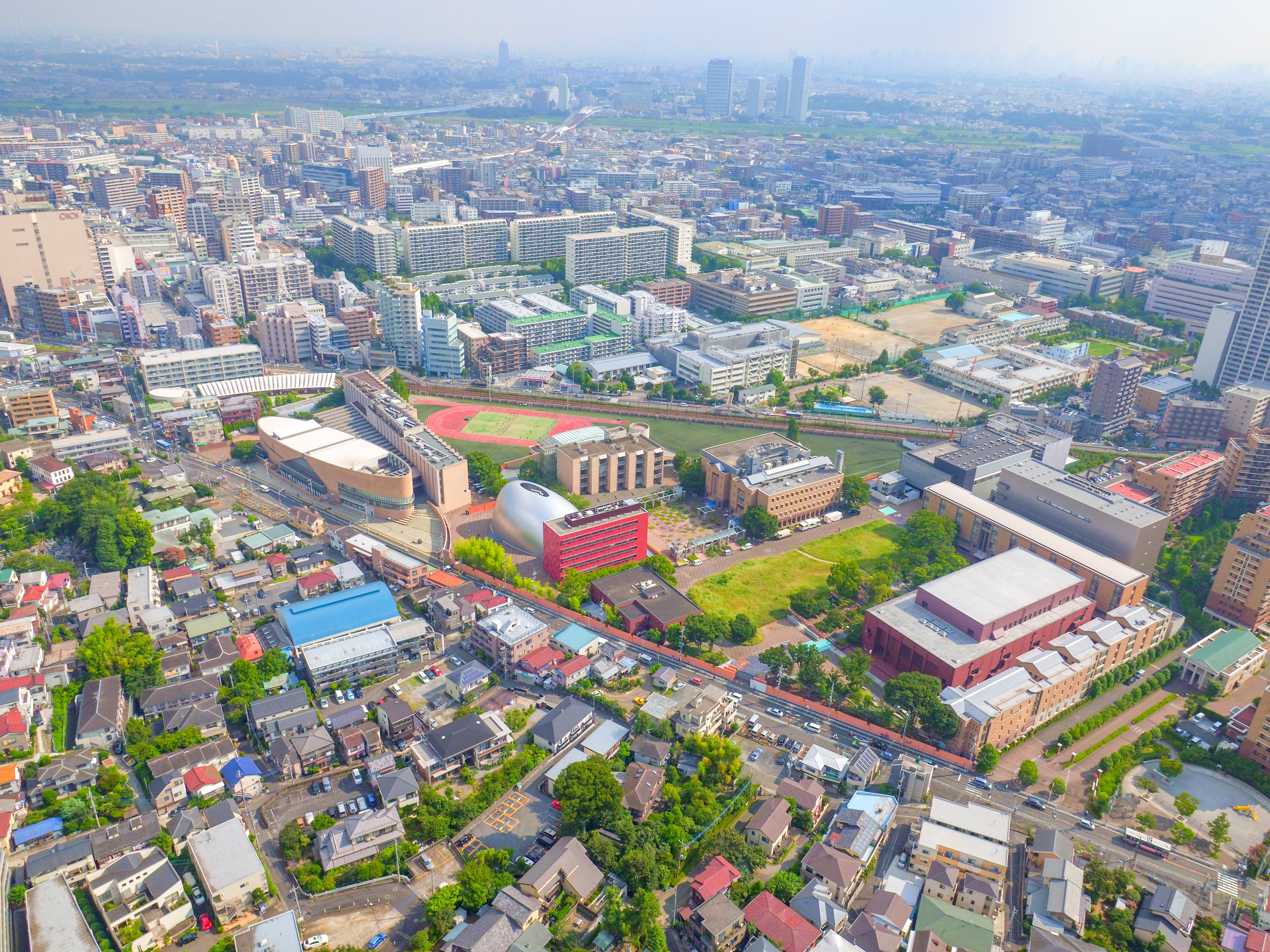
洗足学園上空

## 概要
多様なアンサンブル編成のオーケストラ（洗足学園音楽大学管弦楽団、レパートリーオーケストラ、ベーシックオーケストラ）、吹奏楽 （洗足ウインド・シンフォニー、ブルー・タイ ウインド・アンサンブル、グリーン・タイ ウインド・アンサンブル、フレッシュマン・ウインド・アンサンブル）、合唱、室内楽などの楽団や演奏活動が存在し、専攻分野内外の領域を横断的な音楽交流が可能である。また、前衛的な楽曲編成を用いるアンサンブル研究や同種楽曲のアンサンブルを表現する楽団として、ブリティッシュ ブラスやファンファーレ オルケスト、サクソフォーン オーケストラ、フルート オーケストラ、打楽器アンサンブル、ストリング オーケストラ等がある。
これまでに、秋山和慶（芸術監督・特別教授）、ウラディーミル・アシュケナージ（名誉客員教授）、ヘルベルト・ブロムシュテット（名誉客員教授）、シャルル・デュトワ、ロバート・チャイルズ（客員教授）、ヤン・ヴァン＝デル＝ロースト（客員教授）、ダグラス・ボストック（客員教授）、ジェイムズ・バーンズ、ティモシー・レイニッシュ、ベルト・アッペルモント、ジェリー・ジャンキン、ケヴィン・セダトール、青島広志（客員教授）、真島俊夫、澤和樹（客員教授）、汐澤安彦、井上道義、下野竜也、藤岡幸夫、山下一史、大井剛史 等の国内外の著名な指揮者や、作曲家本人により直接指導を受ける。
芸術監督は秋山和慶特別教授。
冬の音楽祭「FUYUON！」を例年11月下旬〜12月上旬に行っており、多くの来場者を集めている。
アカデミック・アドバイザー（AA）制度があり、各コース選出の教員が学生の履修アドバイジングや相談、クラスミーティングを行う。
在学生用ポータルサイト「SENZOKUポータル」を使い、学校・教員からの連絡や授業資料の配布、授業の出欠席確認等が出来るようになっている。

## 沿革
- 1924年 平塚裁縫女学校設立。
- 1930年 財団法人洗足高等女学校設立。
- 1951年 学校法人洗足学園に組織変更。
- 1962年 洗足学園短期大学音楽科設置。

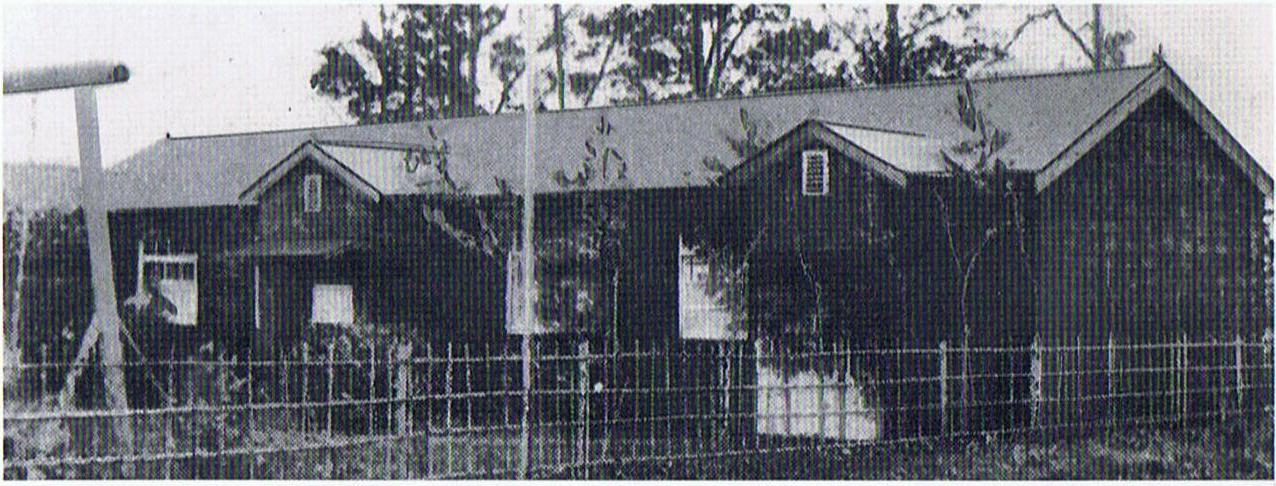
平塚裁縫女学校（1924年）

- 1964年 洗足学園短期大学専攻科音楽専攻設置。
- 1967年 洗足学園大学音楽学部設置。
- 1971年 洗足学園大学音楽専攻科設置。
- 1989年 音楽・音響デザインコースの前身となるシンセサイザー専攻を設置。
- 1996年 日本の音大で初めてジャズコースを設置（当時：洗足学園短期大学。後に大学に）。
- 2000年 洗足学園大学大学院音楽研究科設置。
- 2003年 洗足学園音楽大学と改称。
- 2006年 ミュージカルコースを設置。
- 2009年 日本の音大で初めてロック&ポップスコースを新設。ポピュラー音楽の演奏、在り方、音楽業界の仕組みなどを体系的に学ぶことができるようにした。
- 2013年 シルバーマウンテン（リハーサル棟）、eCube（事務棟） 竣工。
- 2015年
  - アンサンブルシティ（教室棟）竣工
  - バレエコースを設置。「グローバルクラス（東京シティ・バレエ団）」「谷クラス（谷桃子バレエ団）」「牧クラス（牧阿佐美バレエ団）」の3バレエ団と提携している。1年次より公演に出演する機会を与えられたり、在学時から外部公演への出演も認められており、学生の活動を後押ししている。また他コースとのコラボレーションも多い。
- 2016年 日本の音大で初めて声優アニメソングコースを設置[2]。
- 2018年 
  - 日本の音大で初めてダンスコースを設置。これに伴いダンススタジオ棟「ホワイトキャッスル」を竣工。
  - ワールドミュージックコースを設置[注釈 2]。
- 2019年 音楽環境創造コースを設置。
- 2024年 メディアアーツコースを設置。日本武道館で100周年記念式典開催

## 学部
伝統的な音楽専攻としてのクラシック系のコースと、近代以後に商業的にも発展した系譜の音楽専攻としてのコンテンポラリー系のコースが存在し、2つのカリキュラムの方針として分類され認識されている。
- 音楽学部
  - 音楽学科
    - ピアノコース
    - オルガンコース（現在は募集停止）
    - 管楽器コース
    - 打楽器コース
    - 弦楽器コース
    - 作曲コース
    - 声楽コース
    - 現代邦楽コース
    - クラシックギターコース（現在は募集停止）
    - 音楽教育コース
    - 音楽・音響デザインコース
    - ジャズコース
    - ミュージカルコース
    - ロック&ポップスコース
    - 電子オルガンコース
    - 総合音楽コース（現在は募集停止）
    - バレエコース
    - 声優アニメソングコース
    - ダンスコース
    - ワールドミュージックコース
    - 音楽環境創造コース
    - メディアアーツコース

## 専攻科
- 音楽専攻科

## 大学院
- 音楽研究科

## キャンパス及び併設校
溝の口キャンパスに大学・大学院のほか、以下の系列校がある。
- 洗足学園大学附属幼稚園
- 洗足学園小学校
- 洗足学園中学校・高等学校
- 洗足こども短期大学

かつては横浜キャンパスもあったが、2009年に溝の口キャンパスに統合された。1981年から2002年までは、富山県魚津市に洗足学園魚津短期大学があった（建物は現在、新川学びの森天神山交流館として活用している）。

## 前田ホール
学内に所在する音楽ホール。
- 鉄筋コンクリート造（一部鉄骨造）[地下1階・地上5階]
  - 設計 - 三上祐三 MIDI綜合設計研究所
  - 設計協力・構造 - 武藤構造力学研究所
  - 音響 - 東京大学生産技術研究所 石井・橘研究室
  - 照明 - 永原浄デザイン研究所
  - 客席 - 1階371席・2階418席・3階225席・3階サイド100席（片側50席）/合計 1,114席

## 対外関係
同じ川崎市内にある日本プロサッカーリーグ（Jリーグ）クラブの川崎フロンターレと協力関係を持ち、フロンターレの公式戦主催試合では同大学の学生がファンファーレ演奏などで参加する一方、フロンターレが毎年1月に報道陣やサポーターを招いて行う「新体制発表会」の会場として同大学の前田ホールが2005年から2013年の間に過去5回使用されている。
放送大学学園と単位互換協定を締結している。

### 撮影協力
歌手の平原綾香が『Jupiter」』『誓い』のプロモーションビデオを制作した際、その時点で自らが学生として在籍していた同大学の前田ホールで撮影している。
2006年10-12月にフジテレビ系列にて放送されたテレビドラマ『のだめカンタービレ』のロケ地として、キャンパス構内やホール等が使われた。

## 校歌
作詞：前田若尾 ／ 作曲：柴田すゑ
互いに足を洗えとのりし

　み教え守るここのまなびや

胸にかがやく真澄の鏡

　朝な夕なに照らしうつさん　

　心の鏡を

おのずからなる心の真玉

　倦まず撓まず磨きみがかん

　清く正しく

互いに足を洗えとのりし

　み教え守るここのまなびや